# Quimper
Quimper (Bretão: Kemper) é uma comuna francesa na região administrativa da Bretanha, no departamento Finistère. Estende-se por uma área de 84,43 km². Em 2010 a comuna tinha 65 638 habitantes (densidade: 777,4 hab./km²).